# Ascetotettix
Ascetotettix is een geslacht van rechtvleugeligen uit de familie doornsprinkhanen (Tetrigidae). De wetenschappelijke naam van dit geslacht is voor het eerst geldig gepubliceerd in 1956 door Grant.

## Soorten
Het geslacht Ascetotettix  is monotypisch en omvat slechts de volgende soort:
- Ascetotettix capensis (Günther, 1956)